# Лащенко Микола Миколайович
Микола Миколайович Лащенко (1911—1986) — український радіоаматор, (EU5BH; пізніше — U5AE, після ВВВ — UB5OE, SK в кінці 70-х років) з м. Суми. Першим в СРСР провів двосторонні радіозв'язки DX QRP QSOs — спочатку з м. Сідней (Австралія), а потім і з островом Ява. Його передавач (за схемою «Hartley») мав потужність лише 3 Вт на довжині хвилі 21 м. Використовувався приймач 0-V-1 (за схемою «Schnell») і антена Г-подібний «Промінь».
В 1935 році переміг в 1-му Всесоюзному радіотелефонному test'і (на 160, 80, 40 і 20 м).
В 1936 році першим із радіоаматорів СРСР виконав умови диплому WAC (phone), зв'язавшись з усіма континентами.